# Scorpio Films
Scorpio Films was de naam waaronder de cineasten Wim Verstappen en Pim de la Parra een reeks korte en lange bioscoopfilms presenteerden tussen 1965 en 1978.
Pim & Wim, zoals Verstappen en De la Parra in de pers werden genoemd, werkten sinds 1965 samen nadat ze elkaar hadden leren kennen in de redactie van het filmtijdschrift Skoop. Hun lange debuutfilm De minder gelukkige terugkeer van Joszef Katus naar het land van Rembrandt (1966, Scorpio Films VOF) werd als eerste Nederlandse speelfilm geselecteerd voor de Semaine de la Critique van het Filmfestival van Cannes. Strevend naar een ‘continue speelfilmproductie’ besloten ze om onder de naam Scorpio Films een doorlopende stroom aan films te produceren. Tot dan toe kwamen er gemiddeld slechts drie Nederlandse films per jaar uit.
Na Blue Movie (1971), een officiële Duits-Nederlandse coproductie tussen Dieter Geissler Filmproduktion en de Stichting Continue Speelfilmproductie (SCS), begon het tweetal op artistiek gebied individuele wensen te ontwikkelen. De la Parra en Verstappen besloten ieder hun eigen weg te gaan onder $corpio De la Parra Films en $corpio Verstappen Films.Toen de film Wan Pipel, de eerste Surinaamse speelfilm, in 1976 tot te hoge productiekosten leidde en zij financieel in het nauw kwamen te zitten, eindigde hun voornaamste b.v. in een faillissement, dat overigens later werd opgeheven. Tot aan Pastorale 1943 (1978) bleven ze de naam Scorpio Films voor hun presentaties gebruiken. $corpio Verstappen Films bleef actief tot aan het overlijden van Verstappen in 2004.
Blue Movie, geregisseerd door Verstappen, haalde bijna 2,5 miljoen bioscoopbezoeken en staat daarmee nummer 5 in de top 10 van best bekeken Nederlandse films. De film leidde ertoe dat de Centrale Commissie voor de Filmkeuring werd opgeheven. Andere titels waren onder andere Frank en Eva (1973), Alicia (1974) en Dakota (1974).